# Akvarellmonotypi

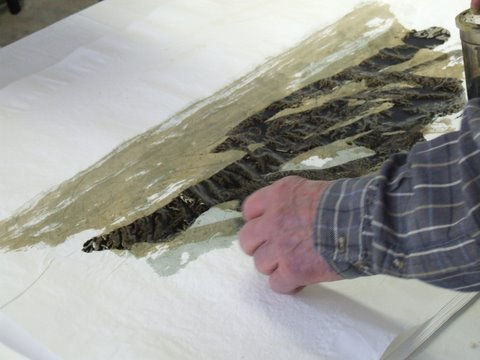
Arne Isacsson arbetar med ett verk med tekniken akvarellmonotypi

Akvarellmonotypi är en teknik inom akvarellkonsten. Akvarellmonotypier skapas genom att påföra akvarellfärg på tunt papper med hård yta. Genom att pappret inte direkt suger upp akvarellfärgen kan konstnären arbeta med pappret, trycka ut och omfördela färgen med ett annat papper för att skapa ett konstverk. En konstnär som tidigt arbetade med akvarellmonotypier som underlag till collage laminerade mellan glasskivor var Arne Isacsson. Sådana har bland annat används i två stenskulpturer utomhus, som skapats av Pål Svensson och Arne Isacsson tillsammans 2009: Sote märke i Kungshamn och Pålarne i Fjällbacka. 